# المراقب المالي والمراجع العام (المملكة المتحدة)
المراقب المالي والمراجع العام ( C&AG ) في المملكة المتحدة هو المسؤول الحكومي المسؤول عن الإشراف على جودة المحاسبة العامة والتقارير المالية. C&AG هو موظف في مجلس العموم وهو رئيس المكتب الوطني لتدقيق الحسابات ، وهو الجهاز الذي يفحص نفقات الحكومة المركزية.
بموجب قانون مسؤولية الميزانية والتدقيق الوطني لعام 2011 ، يتم تعيين المراقب المالي والمراجع العام من قبل الملك بموجب خطابات براءة اختراع بناء على خطاب لمجلس العموم مقدم من رئيس الوزراء بموافقة رئيس لجنة الحسابات العامة ، ولا يمكن إزالته إلا من منصبه من قبل الملك بناء على خطاب من مجلسي البرلمان.
العنوان الكامل للمكتب هو المراقب العام لاستلام وإصدار خزانة جلالة الملكة والمراجع العام للحسابات العامة .

## المراقبين والمراجعين العامين الآخرين
- بنغلاديش : المراقب المالي والمراجع العام لبنغلاديش
- الهند : المراقب والمراجع العام للهند
- أيرلندا : المراقب المالي والمراجع العام (أيرلندا)
- جيرزي : مراقب ومراجع عام لجيرسي
- نيوزيلندا : المراقب المالي والمراجع العام لنيوزيلندا